# În căutarea lui Richard
În căutarea lui Richard (în engleză Looking for Richard) este un film documentar din 1996 și totodată primul film regizat de Al Pacino. Filmul constă atât în scene din piesa lui William Shakespeare, Richard al III-lea cât și într-un studiu asupra importanței lui Shakespeare în cultura populară. Filmul a fost inclus la Festivalul de film Sundance în Ianuarie 1996 fiind prezentat și la ediția din 1996 a festivalului de la Cannes la categoria „Un Certain Regard”. Pacino își joacă atât propriul rol cât și pe cel al lui Richard al III-lea. Din distribuție mai fac parte:
- Kevin Spacey (Buckingham)
- Winona Ryder (Lady Anne)
- Kevin Conway (Hastings)
- Julie Moret (Mistress Shore)
- Estelle Parsons (Regina Margaret)
- Alec Baldwin (Clarence)
- Aidan Quinn (Richmond)

„În căutarea lui Richard” este primul film al lui Pacino ca regizor, producător și actor în același timp. Beneficiind și de sprijinul entuziast al unor actori de marcă, precum Sir John Gielgud,  Sir Derek Jacobi, Kenneth Branagh sau Kelvin Kline, Pacino încearcă să demonstreze cu acest film că Shakespeare poate fi accesibil oricui, temele abordate de el fiind nemuritoare. Împreună cu echipa sa de actori, Pacino încearcă să înlăture obstacolele ce limitează accesul publicului larg la cele mai complicate opere shakespeariene. Sfidând tradițiile, Pacino traversează granița dintre actori și publicul lor, permițând spectatorilor să urmărească și ceea ce se întâmplă în spatele scenei, transformându-i astfel în martori ai întregului proces actoricesc. Alternanța secvențelor este un procedeu folosit și cu un alt scop: să mențină interesul spectatorilor și în timpul scenelor mai „greoaie” din Richard al III-lea. Ideea deconstrucției operei lui Shakespeare i-a venit lui Pacino prin anii '70, în timpul turneelor prin universități. Filmul a fost realizat cu un buget extrem de mic, lipsa fondurilor fiind însă suplinită de entuziasmul deosebit al actorilor. Durata relativ mare a producției a fost cauzată și de programul încărcat al regizorului/actor, scenele fiind de obicei filmate în pauzele dintre două contracte .